# Конституційне звернення
Конституційне звернення — це одна із форм звернення до Конституційного Суду України, що є письмовим клопотанням про надання Конституційним Судом України висновку щодо певного кола питань.
Розгляд конституційного подання здійснюється Конституційним Судом України в порядку конституційного провадження. Іншими формами звернення до Конституційного Суду України є конституційне подання та конституційна скарга.

## Предмет конституційного звернення
В порядку розгляду конституційного звернення може бути розглянуте питання:
1. Відповідності Конституції України чинного міжнародного договору України або міжнародного договору, що вноситься до Верховної Ради України для надання згоди на його обов’язковість.
2. Відповідності Конституції України (конституційності) питань, які пропонуються для винесення на всеукраїнський референдум за народною ініціативою.
3. Додержання конституційної процедури розслідування і розгляду справи про усунення Президента України з поста в порядку імпічменту.
4. Відповідності законопроєкту про внесення змін до Конституції України вимогам статей 157 і 158 Конституції України, що є обов'язковим елементом у процедурі внесення змін до Конституції України.
5. Порушення Верховною Радою Автономної Республіки Крим Конституції України або законів України.
6. Відповідності нормативно-правових актів Верховної Ради Автономної Республіки Крим Конституції України та законам України.

В порядку конституційного звернення розглядаються питання (крім двох останніх), які не пов'язані із вирішенням спору, а які віднесені до компетенції Конституційного Суду України з метою забезпечення додаткового конституційного захисту певних відносин. В цих випадках Конституційний Суд України не вирішує спір, а вчиняє обов'язкову дію — надає висновок, без якого неможливе завершення відповідного процесу.

## Суб'єкти конституційного звернення
Суб’єктами права на конституційне звернення є:
1. Громадяни України
2. Іноземці
3. Апатриди (особи без громадянства)
4. Юридичні особи

Конституційне подання або конституційне звернення може бути відкликане за письмовою заявою суб'єкта, який його направив до Конституційного Суду України, в будь-який час до дня розгляду на пленарному засіданні Конституційного Суду України. У справах за конституційним поданням Президента України щодо відповідності Конституції України актів Кабінету Міністрів України відкликання конституційного подання не допускається.

## Розгляд конституційного звернення
Ухвалу про відкриття конституційного провадження у справі за конституційним поданням, конституційним зверненням постановляє Колегія або Велика палата — у разі незгоди з ухвалою Колегії про відмову у відкритті конституційного провадження у справі.
Строк конституційного провадження з розгляду конституційного подання не повинен перевищувати шість місяців. У випадках розгляду звернення про надання висновку щодо відповідності законопроєкту про внесення змін до Конституції України вимогам статей 157 і 158 Конституції України та у випадках, у яких Сенат, Велика палата визнали конституційне провадження невідкладним.
За результатами розгляду конституційного звернення Конституційний суд України у складі Великої палати ухвалює Висновок Суду.

## Нормативно-правові джерела
- Конституція України [Архівовано 25 березня 2022 у Wayback Machine.]
- Закон України «Про Конституційний Суд України» [Архівовано 2 вересня 2018 у Wayback Machine.]